# Vicky Leandros/Diskografie
Diese Diskografie ist eine Übersicht über die musikalischen Werke der deutsch-griechischen Schlager-Sängerin Vicky Leandros und ihren Pseudonymen wie Vicky und Vicky Leandros Singers. Den Quellenangaben zufolge hat sie bisher mehr als 55 Millionen Tonträger verkauft. Ihre 466 Alben und 422 Singles erschienen in 56 Ländern.

## Alben

### Studioalben
| Jahr | Titel                                                    | Höchstplatzierung, Gesamtwochen/‑monate, AuszeichnungChartplatzierungen (Jahr, Titel, Platzierungen, Wochen/Monate, Auszeichnungen, Anmerkungen) | Höchstplatzierung, Gesamtwochen/‑monate, AuszeichnungChartplatzierungen (Jahr, Titel, Platzierungen, Wochen/Monate, Auszeichnungen, Anmerkungen) | Höchstplatzierung, Gesamtwochen/‑monate, AuszeichnungChartplatzierungen (Jahr, Titel, Platzierungen, Wochen/Monate, Auszeichnungen, Anmerkungen) | Höchstplatzierung, Gesamtwochen/‑monate, AuszeichnungChartplatzierungen (Jahr, Titel, Platzierungen, Wochen/Monate, Auszeichnungen, Anmerkungen) | Anmerkungen                                            |
| Jahr | Titel                                                    | DE | AT | CH | UK | Anmerkungen                                            |
| ---- | -------------------------------------------------------- | --- | --- | --- | --- | ------------------------------------------------------ |
| 1966 | Songs und Folklore                                       | — | — | — | — | Erstveröffentlichung: Oktober 1966                     |
| 1967 | A Taste of … Vicky                                       | — | — | — | — | Erstveröffentlichung: Juli 1967                        |
| 1967 | A Taste of … Vicky international                         | — | — | — | — | Erstveröffentlichung: Oktober 1967                     |
| 1967 | L’amour est bleu                                         | — | — | — | — | Erstveröffentlichung: Oktober 1967                     |
| 1967 | Love ist blue                                            | — | — | — | — | Erstveröffentlichung: Oktober 1967                     |
| 1968 | A Taste of Vicky                                         | — | — | — | — | Erstveröffentlichung: Juli 1968                        |
| 1968 | Summertime Forever                                       | — | — | — | — | Erstveröffentlichung: August 1968                      |
| 1968 | Vicky                                                    | — | — | — | — | Erstveröffentlichung: August 1968                      |
| 1968 | Le temps des fleurs                                      | — | — | — | — | Erstveröffentlichung: Dezember 1968                    |
| 1969 | Ich glaub’ an dich                                       | — | — | — | — | Erstveröffentlichung: August 1969                      |
| 1969 | I mikri mas istoria                                      | — | — | — | — | Erstveröffentlichung: Oktober 1969                     |
| 1969 | Zoom sur Vicky                                           | — | — | — | — | Erstveröffentlichung: Oktober 1969                     |
| 1970 | Vicky (Je suis)                                          | — | — | — | — | Erstveröffentlichung: September 1970                   |
| 1971 | Ich bin                                                  | DE33 (5 Mt.)DE | — | — | — | Erstveröffentlichung: 15. Februar 1971                 |
| 1971 | Pes mou pos boreis                                       | — | — | — | — | Erstveröffentlichung: Februar 1971                     |
| 1971 | I am                                                     | — | — | — | — | Erstveröffentlichung: März 1971                        |
| 1972 | Vicky Leandros                                           | DE7 Gold · (11 Mt.)DE | — | — | — | Erstveröffentlichung: 14. Mai 1972 Verkäufe: + 250.000 |
| 1972 | Après toi                                                | — | — | — | — | Erstveröffentlichung: Mai 1972                         |
| 1972 | Mono esi                                                 | — | — | — | — | Erstveröffentlichung: Mai 1972                         |
| 1972 | Vicky Leandros                                           | — | — | — | — | Erstveröffentlichung: Mai 1972                         |
| 1973 | Meine Freunde sind die Träume                            | DE13 (15 Mt.)DE | AT10 (1 Mt.)AT | — | — | Erstveröffentlichung: 12. Juni 1973                    |
| 1973 | Itan mia vradia                                          | — | — | — | — | Erstveröffentlichung: August 1973                      |
| 1973 | Dreams are good friends                                  | — | — | — | — | Erstveröffentlichung: September 1973                   |
| 1973 | Ceux que j’aime                                          | — | — | — | — | Erstveröffentlichung: September 1973                   |
| 1974 | Mein Lied für dich                                       | DE4 (15 Mt.)DE | — | — | — | Erstveröffentlichung: 15. Juli 1974                    |
| 1974 | My song for you                                          | — | — | — | — | Erstveröffentlichung: August 1974                      |
| 1974 | Ma chanson pour toi                                      | — | — | — | — | Erstveröffentlichung: Oktober 1974                     |
| 1975 | Across the Water                                         | — | — | — | — | Erstveröffentlichung: 1975                             |
| 1975 | Ich liebe das Leben                                      | DE22 (8 Mt.)DE | — | — | — | Erstveröffentlichung: 15. August 1975                  |
| 1975 | J’aime la vie                                            | — | — | — | — | Erstveröffentlichung: September 1975                   |
| 1976 | I zoi einai oraia                                        | — | — | — | — | Erstveröffentlichung: Januar 1976                      |
| 1977 | V. L.                                                    | DE16 (4½ Mt.)DE | — | — | — | Erstveröffentlichung: 15. März 1977                    |
| 1977 | V. L. (Greece)                                           | — | — | — | — | Erstveröffentlichung: April 1977                       |
| 1977 | Vicky Leandros (French)                                  | — | — | — | — | Erstveröffentlichung: April 1977                       |
| 1977 | Du, du liegst mir im Herzen                              | — | — | — | — | Erstveröffentlichung: Oktober 1977                     |
| 1977 | Süßer die Glocken nie klingen                            | — | — | — | — | Erstveröffentlichung: Oktober 1977                     |
| 1978 | Vicky Leandros                                           | — | — | — | — | Erstveröffentlichung: Februar 1978                     |
| 1978 | Ich bin ein Mädchen                                      | — | — | — | — | Erstveröffentlichung: März 1978                        |
| 1978 | Poso s’agapo                                             | — | — | — | — | Erstveröffentlichung: April 1978                       |
| 1978 | Oh mi mama                                               | — | — | — | — | Erstveröffentlichung: Oktober 1978                     |
| 1979 | Vicky Leandros singt die schönsten deutschen Volkslieder | — | — | — | — | Erstveröffentlichung: Oktober 1979                     |
| 1981 | Ich gehe neue Wege                                       | — | — | — | — | Erstveröffentlichung: 1981                             |
| 1981 | Love Is Alive                                            | — | — | — | — | Erstveröffentlichung: 1981                             |
| 1982 | Irtha gia sena                                           | — | — | — | — | Erstveröffentlichung: 1982                             |
| 1982 | Verlorenes Paradies                                      | — | — | — | — | Erstveröffentlichung: 1982                             |
| 1983 | Vicky                                                    | — | — | — | — | Erstveröffentlichung: 1983                             |
| 1984 | Vicky (French)                                           | — | — | — | — | Erstveröffentlichung: 1984                             |
| 1985 | Eine Nacht in Griechenland                               | — | — | — | — | Erstveröffentlichung: 1985                             |
| 1988 | Ich bin ich                                              | — | — | — | — | Erstveröffentlichung: 1988                             |
| 1989 | Piretos tou erota                                        | — | — | — | — | Erstveröffentlichung: 1989                             |
| 1990 | Starkes Gefühl                                           | — | — | — | — | Erstveröffentlichung: 1990                             |
| 1991 | Nur einen Augenblick                                     | — | — | — | — | Erstveröffentlichung: 1991                             |
| 1991 | Proseche! Den tha kao xana                               | — | — | — | — | Erstveröffentlichung: 1991                             |
| 1993 | Antres                                                   | — | — | — | — | Erstveröffentlichung: 1993                             |
| 1995 | Lieben und Leben                                         | DE81 (8 Wo.)DE | — | — | — | Erstveröffentlichung: 14. Oktober 1995                 |
| 1997 | Gefühle                                                  | DE42 (7 Wo.)DE | — | — | — | Erstveröffentlichung: 7. April 1997                    |
| 1998 | Weil mein Herz Dich nie mehr vergißt                     | DE59 (7 Wo.)DE | — | — | — | Erstveröffentlichung: 10. August 1998                  |
| 2000 | jetzt!                                                   | DE52 (3 Wo.)DE | AT43 (3 Wo.)AT | — | — | Erstveröffentlichung: 27. Februar 2000                 |
| 2001 | now!                                                     | — | — | — | — | Erstveröffentlichung: 2001                             |
| 2001 | Mit offenen Armen                                        | — | — | — | — | Erstveröffentlichung: 29. Oktober 2001                 |
| 2002 | Weihnachten mit Vicky Leandros                           | — | — | — | — | Erstveröffentlichung: November 2002                    |
| 2003 | Vicky Leandros singt Mikis Theodorakis                   | DE78 (2 Wo.)DE | — | — | — | Erstveröffentlichung: 29. September 2003               |
| 2003 | Tragouthi alliotiko                                      | — | — | — | — | Erstveröffentlichung: Dezember 2003                    |
| 2005 | Ich bin wie ich bin                                      | DE65 (3 Wo.)DE | — | — | — | Erstveröffentlichung: 28. Oktober 2005                 |
| 2009 | Möge der Himmel                                          | DE26 (6 Wo.)DE | AT55 (1 Wo.)AT | — | — | Erstveröffentlichung: 13. März 2009                    |
| 2010 | Zeitlos                                                  | — | — | — | — | Erstveröffentlichung: 24. September 2010               |
| 2012 | Best of                                                  | — | — | — | — | Erstveröffentlichung: 24. August 2012                  |
| 2015 | Ich weiß, dass ich nichts weiß                           | DE66 (1 Wo.)DE | — | — | — | Erstveröffentlichung: 9. Oktober 2015                  |

grau schraffiert: keine Chartdaten aus diesem Jahr verfügbar

### Livealben
- 2002: Weihnachten mit Vicky Leandros – Live aus der St. Michaeliskirche

### Kompilationen
| Jahr | Titel                | Höchstplatzierung, Gesamtwochen/‑monate, AuszeichnungChartplatzierungen (Jahr, Titel, Platzierungen, Wochen/Monate, Auszeichnungen, Anmerkungen) | Höchstplatzierung, Gesamtwochen/‑monate, AuszeichnungChartplatzierungen (Jahr, Titel, Platzierungen, Wochen/Monate, Auszeichnungen, Anmerkungen) | Höchstplatzierung, Gesamtwochen/‑monate, AuszeichnungChartplatzierungen (Jahr, Titel, Platzierungen, Wochen/Monate, Auszeichnungen, Anmerkungen) | Höchstplatzierung, Gesamtwochen/‑monate, AuszeichnungChartplatzierungen (Jahr, Titel, Platzierungen, Wochen/Monate, Auszeichnungen, Anmerkungen) | Anmerkungen                        |
| Jahr | Titel                | DE | AT | CH | UK | Anmerkungen                        |
| ---- | -------------------- | --- | --- | --- | --- | ---------------------------------- |
| 1977 | Lieder die ich liebe | DE20 (1 Mt.)DE | — | — | — | Erstveröffentlichung: 1. März 1977 |
| 1997 | Meine großen Erfolge | DE86 (4 Wo.)DE | — | — | — | Erstveröffentlichung: 5. Mai 1997  |

grau schraffiert: keine Chartdaten aus diesem Jahr verfügbar
Weitere Kompilationen (Auswahl)
- 1973: Greatest Hits
- 1976: Meine Lieder – Meine Träume
- 1979: Die 20 schönsten Lieder
- 1981: Star Magazin
- 1981: Lieder voller Zärtlichkeit (mit Demis Roussos)
- 1996: Meisterstücke
- 1996: Viermal das Beste – Die großen Hits der Superstars (mit Nicole, Angelika Milster & Ireen Sheer)
- 1997: Hitsingles
- 1999: Wunderbar
- 2002: Made in France
- 2006: Ich hab’ die Liebe geseh’n – Silber-Edition
- 2007: Vicky Leandros
- 2007: Star Edition
- 2008: Ein Ariola Klassiker – Die schönsten Lieder
- 2008: C’est la vie
- 2009: Schlager Platin Edition
- 2010: Vickys Welt – Mein großen Song-Album
- 2012: A Taste of ... the sixties
- 2015: Originale Album-Box (Deluxe Edition)
- 2016: Ich find’ Schlager toll
- 2017: Originale Album-Box (Deluxe Edition) Vol. 2
- 2022: Liebe – Das Beste zum Jubiläum

### EPs
- 1969: Aktuelle Hits (A) (mit Dorthe / Vicky / Alexandra / Manfred Mann) Titel: Karussell d’amour

## Singles

### Als Leadmusikerin
| Jahr | Titel Album                                                                           | Höchstplatzierung, Gesamtwochen/‑monate, AuszeichnungChartplatzierungen (Jahr, Titel, Album, Platzierungen, Wochen/Monate, Auszeichnungen, Anmerkungen) | Höchstplatzierung, Gesamtwochen/‑monate, AuszeichnungChartplatzierungen (Jahr, Titel, Album, Platzierungen, Wochen/Monate, Auszeichnungen, Anmerkungen) | Höchstplatzierung, Gesamtwochen/‑monate, AuszeichnungChartplatzierungen (Jahr, Titel, Album, Platzierungen, Wochen/Monate, Auszeichnungen, Anmerkungen) | Höchstplatzierung, Gesamtwochen/‑monate, AuszeichnungChartplatzierungen (Jahr, Titel, Album, Platzierungen, Wochen/Monate, Auszeichnungen, Anmerkungen) | Anmerkungen                                                                                |
| Jahr | Titel Album                                                                           | DE | AT | CH | UK | Anmerkungen                                                                                |
| ---- | ------------------------------------------------------------------------------------- | --- | --- | --- | --- | ------------------------------------------------------------------------------------------ |
| 1965 | Messer, Gabel, Schere, Licht –                                                        | DE16 (2½ Mt.)DE | — | — | — | Erstveröffentlichung: Mai 1965                                                             |
| 1965 | Deine Rosen vom ersten Rendezvous –                                                   | DE31 (½ Mt.)DE | — | — | — | Erstveröffentlichung: 15. November 1965                                                    |
| 1966 | Wenn du geh’n willst –                                                                | DE22 (1 Mt.)DE | — | — | — | Erstveröffentlichung: 15. April 1966                                                       |
| 1967 | L’amour est bleu / Blau wie das Meer (Deutsche Version) –                             | DE27 (1½ Mt.)DE | AT18 (1 Mt.)AT | — | — | Erstveröffentlichung: 15. April 1967 Platz 4/17 beim ESC 1967                              |
| 1967 | Grünes Licht –                                                                        | DE36 (1 Mt.)DE | — | — | — | Erstveröffentlichung: 1. September 1967                                                    |
| 1967 | Morgen sehen wir uns wieder –                                                         | DE20 (2 Mt.)DE | — | — | — | Erstveröffentlichung: 1. November 1967                                                     |
| 1968 | Heut’ war Premiere –                                                                  | DE18 (2 Mt.)DE | — | — | — | Erstveröffentlichung: 1. Mai 1968                                                          |
| 1968 | Bunter Luftballon –                                                                   | DE15 (3 Mt.)DE | — | — | — | Erstveröffentlichung: 15. August 1968                                                      |
| 1969 | Karussell d’amour –                                                                   | DE18 (2 Mt.)DE | — | — | — | Erstveröffentlichung: 15. Januar 1969                                                      |
| 1969 | Halt die Welt an –                                                                    | DE29 (2 Mt.)DE | AT15 (3 Mt.)AT | — | — | Erstveröffentlichung: 1. August 1969                                                       |
| 1970 | Klipp und klar –                                                                      | DE23 (2 Mt.)DE | — | — | — | Erstveröffentlichung: 15. Januar 1970                                                      |
| 1970 | Saint Tropez, Gitarren bei Nacht –                                                    | DE25 (2 Mt.)DE | — | — | — | Erstveröffentlichung: 15. Juli 1970                                                        |
| 1971 | Ich bin –                                                                             | DE13 (18 Wo.)DE | — | — | — | Erstveröffentlichung: 15. Januar 1971                                                      |
| 1971 | Wo ist er? / (My Sweet Lord) –                                                        | DE19 (14 Wo.)DE | — | — | — | Erstveröffentlichung: 15. Februar 1971                                                     |
| 1972 | Après toi / Come What May (Englische Version) –                                       | DE11 Gold · (13 Wo.)DE | — | CH1 (15 Wo.)CH | UK2 (16 Wo.)UK | Erstveröffentlichung: 17. März 1972 Verkäufe: + 1.300.000; Platz 1/18 beim ESC 1972        |
| 1972 | Dann kamst Du –                                                                       | DE11 (17 Wo.)DE | — | — | — | Erstveröffentlichung: 17. März 1972 (deutsche Version von Après toi)                       |
| 1972 | Ich hab’ die Liebe geseh’n / The Love in Your Eyes (Englische Version) –              | DE2 Gold · (28 Wo.)DE | AT1 (6 Mt.)AT | CH2 (13 Wo.)CH | UK40 (8 Wo.)UK | Erstveröffentlichung: Juli 1972 Verkäufe: + 500.000;Original: Mikis Theodorakis – O kaymos |
| 1973 | Die Bouzouki klang durch die Sommernacht / When Bouzouki Played (Englische Version) – | DE4 (22 Wo.)DE | AT9 (3 Mt.)AT | CH2 (13 Wo.)CH | UK44 (5 Wo.)UK | Erstveröffentlichung: März 1973                                                            |
| 1973 | Auf Wiedersehn, ihr Freunde mein –                                                    | DE12 (16 Wo.)DE | — | — | — | Erstveröffentlichung: 5. November 1973                                                     |
| 1974 | Theo, wir fahr’n nach Lodz –                                                          | DE1 (27 Wo.)DE | AT15 (2 Mt.)AT | CH5 (11 Wo.)CH | — | Erstveröffentlichung: 13. Mai 1974 Verkäufe: + 400.000                                     |
| 1974 | Du läßt mir meine Welt –                                                              | DE9 (20 Wo.)DE | — | — | — | Erstveröffentlichung: 21. Oktober 1974                                                     |
| 1975 | Rot ist die Liebe –                                                                   | DE15 (18 Wo.)DE | — | — | — | Erstveröffentlichung: 3. März 1975                                                         |
| 1975 | Ja, ja der Peter der ist schlau –                                                     | DE13 (20 Wo.)DE | AT15 (1 Mt.)AT | — | — | Erstveröffentlichung: Juni 1975                                                            |
| 1976 | Ich liebe das Leben –                                                                 | DE10 Gold · (19 Wo.)DE | — | — | — | Erstveröffentlichung: 2. Februar 1976 Verkäufe: + 250.000                                  |
| 1976 | Tango d’amor –                                                                        | DE19 (19 Wo.)DE | — | CH7 (9 Wo.)CH | — | Erstveröffentlichung: 28. Juni 1976                                                        |
| 1976 | Weißt du, woraus die Träume sind –                                                    | DE32 (9 Wo.)DE | — | — | — | Erstveröffentlichung: 25. Oktober 1976                                                     |
| 1977 | Auf dem Mond da blühen keine Rosen –                                                  | DE9 (18 Wo.)DE | AT20 (1 Mt.)AT | CH5 (12 Wo.)CH | — | Erstveröffentlichung: Februar 1977                                                         |
| 1977 | Kali Nichta (gute Nacht) –                                                            | DE17 (13 Wo.)DE | — | — | — | Erstveröffentlichung: 23. Mai 1977                                                         |
| 1978 | Bye Bye My Love –                                                                     | DE44 (3 Wo.)DE | — | — | — | Erstveröffentlichung: 27. Februar 1978                                                     |
| 1979 | Ich bin für Dich da –                                                                 | DE46 (2 Wo.)DE | — | — | — | Erstveröffentlichung: 9. April 1979                                                        |
| 1982 | Verlorenes Paradies (Verloren zijn we niet) –                                         | DE22 (18 Wo.)DE | — | — | — | Erstveröffentlichung: 20. September 1982                                                   |
| 1994 | Du bist mein schönster Gedanke –                                                      | DE72 (4 Wo.)DE | — | — | — | Erstveröffentlichung: 10. Oktober 1994                                                     |
| 1997 | Günther gestehe –                                                                     | DE90 (4 Wo.)DE | — | — | — | Erstveröffentlichung: 10. Februar 1997                                                     |
| 1998 | Weil mein Herz Dich nie mehr vergißt –                                                | DE25 (11 Wo.)DE | — | — | — | Erstveröffentlichung: 6. April 1998                                                        |
| 2006 | Don’t Break My Heart –                                                                | DE69 (4 Wo.)DE | — | — | — | Erstveröffentlichung: 17. Februar 2006                                                     |
| 2009 | Möge der Himmel –                                                                     | DE78 (1 Wo.)DE | — | — | — | Erstveröffentlichung: 13. März 2009                                                        |

grau schraffiert: keine Chartdaten aus diesem Jahr verfügbar
Weitere Singles
| - 1965: Wann wird das sein, Dream Boy - 1966: Dich mit Andern teilen kann ich nicht - 1971: Wenn die Sehnsucht nicht wär - 1971: Nur bei dir - 1972: Hey, Joe McKenzie - 1973: Lago Maggiore im Schnee (Le lac majeur) - 1973: Mundharmonika-Boy (Original: Micky) - 1977: Drehorgelmann - 1977: Der Wein der Liebe - 1977: Aba Heidschi - 1977: Muss i denn - 1977: Die letzte Rose - 1977: Nimm die Gitarre - 1978: Wer weint denn schon um einen Mann - 1979: Katharina die Kleine - 1980: Gute Reise Mon Amour - 1981: Du bist gut - 1981: Kinder der Sonne - 1981: Ich weiß, daß Liebe lebt (Love’s Alive) - 1982: Maria mit dem gelben Kleid - 1983: Grüße an Sarah (Salut bien Sarah) - 1984: Ich hab noch ein paar Tränen bei dir gut - 1984: Mein schweigender Freund - 1985: Wunderbar - 1988: Du hast schon längst Goodbye gesagt - 1989: Oh, oh, oh - 1990: Süchtig nach Geborgenheit - 1990: Die Welt vor deinem Fenster - 1991: S’agapo | - 1991: Nur mit dir - 1995: Es ist so schön, dass es dich gibt - 1996: Heute will ich lieben und leben - 1996: Ich brauch deine Liebe - 1996: Doch wenn du bleibst - 1997: Manolito - 1997: Liebe - 1997: Ich fange ohne dich neu an - 1998: So stark hab ich noch nie gefühlt - 1998: Du - 1998: Zuhause in Griechenland - 1999: Du gehst mir unter die Haut - 1999: Ich liebe meinen Mann so sehr - 1999: Du und ich – ein Leben lang (in the Morning) - 2000: Und ich fliege zu dir - 2000: Es geht mir wieder gut - 2000: Me quedaré – Ich bleib bei dir - 2001: Tanz mit mir - 2001: Eleni - 2002: Goodbye My Love Goodbye - 2003: Erinner’ dich an die Träume - 2004: Zauber einer Nacht - 2004: Das Lied von Zorba - 2005: Felix - 2005: Fremd in einer großen Stadt - 2010: Ich sage dir adieu - 2010: Doch ich seh all die Rosen - 2015: Das Leben und Ich |

### Als Gastmusikerin
| Jahr | Titel Album                | Höchstplatzierung, Gesamtwochen, AuszeichnungChartplatzierungen (Jahr, Titel, Album, Platzierungen, Wochen, Auszeichnungen, Anmerkungen) | Höchstplatzierung, Gesamtwochen, AuszeichnungChartplatzierungen (Jahr, Titel, Album, Platzierungen, Wochen, Auszeichnungen, Anmerkungen) | Höchstplatzierung, Gesamtwochen, AuszeichnungChartplatzierungen (Jahr, Titel, Album, Platzierungen, Wochen, Auszeichnungen, Anmerkungen) | Höchstplatzierung, Gesamtwochen, AuszeichnungChartplatzierungen (Jahr, Titel, Album, Platzierungen, Wochen, Auszeichnungen, Anmerkungen) | Anmerkungen |
| Jahr | Titel Album                | DE | AT | CH | UK | Anmerkungen |
| ---- | -------------------------- | --- | --- | --- | --- | --- |
| 2011 | C’est Bleu The Big Mash Up | DE77 (1 Wo.)DE | — | — | — | Erstveröffentlichung: 2. Dezember 2011 Scooter feat. Vicky Leandros Original: Vicky Leandros – L’amour est bleu |
| 2021 | Ich liebe das Leben –      | DE— aDE | — | — | — | Erstveröffentlichung: 1. Januar 2021 Stereoact feat. Vicky Leandros                                             |

Weitere Gastbeiträge
- 1972: Auntie (Hildegard Knef, Enrico Macias, Alice Babs, Sandra & Andres & Demis Roussos & Vicky Leandros)
- 1996: Lasst uns an Wunder glauben (Nicole, Angelika Milster, Vicky Leandros & Ireen Sheer)

## Videoalben
- 2002: Weihnachten mit Vicky Leandros
- 2003: Vicky Leandros singt Mikis Theodorakis – Ein Ariola Klassiker
- 2006: Ich bin wie ich bin – Das Jubiläumskonzert
- 2007: Apres toi

## Statistik

### Chartauswertung
|                     | DE     | AT    | CH    | UK    |
| ------------------- | ------ | ----- | ----- | ----- |
| Nummer-eins-Alben   | DE—DE  | AT—AT | CH—CH | UK—UK |
| Top-10-Alben        | DE2DE  | AT1AT | CH—CH | UK—UK |
| Alben in den Charts | DE15DE | AT3AT | CH—CH | UK—UK |

|                       | DE     | AT    | CH    | UK    |
| --------------------- | ------ | ----- | ----- | ----- |
| Nummer-eins-Singles   | DE1DE  | AT1AT | CH1CH | UK—UK |
| Top-10-Singles        | DE6DE  | AT2AT | CH6CH | UK1UK |
| Singles in den Charts | DE37DE | AT7AT | CH6CH | UK3UK |

### Auszeichnungen für Musikverkäufe
Anmerkung: Auszeichnungen in Ländern aus den Charttabellen bzw. Chartboxen sind in ebendiesen zu finden.
| Land/RegionAuszeichnungen für Musikverkäufe (Land/Region, Auszeichnungen, Verkäufe, Quellen) | Gold     | Platin | Verkäufe  | Quellen                            |
| -------------------------------------------------------------------------------------------- | -------- | ------ | --------- | ---------------------------------- |
| Deutschland (BVMI)                                                                           | 4× Gold4 | —      | 2.000.000 | musikindustrie.de, Einzelnachweise |
| Insgesamt                                                                                    | 4× Gold4 | —      |           |                                    |